# كلود باورز
كلود باورز (بالإنجليزية: Claude Bowers)‏ هو دبلوماسي ومؤرخ وسياسي أمريكي، ولد في 20 نوفمبر 1878 في ويستفيلد في الولايات المتحدة، وتوفي في 21 يناير 1958 في نيويورك في الولايات المتحدة. حزبياً، نشط في الحزب الديمقراطي. وقد انتخب عضو مجلس نواب إنديانا.

## روابط خارجية
- كلود باورز على موقع إن إن دي بي (الإنجليزية)